# NGC 5343
NGC 5343 là một thiên hà hình elip trong chòm sao Xử Nữ.  Nó được phát hiện vào ngày 5 tháng 5 năm 1785 bởi William Herschel.